# Charles Dubost (juriste)
Pour les articles homonymes, voir Dubost.
 (mai 2017).
Si vous disposez d'ouvrages ou d'articles de référence ou si vous connaissez des sites web de qualité traitant du thème abordé ici, merci de compléter l'article en donnant les références utiles à sa vérifiabilité et en les liant à la section « Notes et références ».
Charles Dubost (1905-1991), juriste français, fut procureur au procès de Nuremberg.

## Biographie
Charles Dubost commence une carrière d'avocat en 1931. En décembre 1940, il assume les fonctions de Procureur de la République à Pontarlier. Sous l'occupation, il entre dans la Résistance et dirige un réseau local de renseignements. Fin 1944, il est à la fois avocat général à la Cour d'Aix-en-Provence et Commissaire du gouvernement près la Cour de justice de Marseille.
Il est procureur adjoint au Tribunal militaire international de Nuremberg, dans la délégation française dirigée par François de Menthon, aux côtés d'Auguste Champetier de Ribes et Edgar Faure. Il appuie les poursuites sur l'existence d'une conscience commune du bien et du mal. Il prend une part active à l'élaboration de l'acte d'accusation et requiert au nom de la France en janvier et février 1946. Il travaille au dossier concernant d'éventuelles poursuites contre la grande industrie allemande, procès finalement intenté par les seules autorités américaines.
De retour en France, il se consacre de nouveau aux affaires de collaboration à la section économique de la Cour d’appel de Paris. Parallèlement, il s'engage dans le mouvement associatif dans le domaine judiciaire et participe à la réflexion juridique générale au lendemain de la Seconde Guerre mondiale. En 1954, il devient premier substitut près le Tribunal civil de la Seine avant d'être nommé substitut du procureur général de la Cour d'appel de Paris, en 1955.
Il meurt en juillet 1991.